# NGC 6874
NGC 6874 — группа звёзд в созвездии Лебедь.
Этот объект входит в число перечисленных в оригинальной редакции «Нового общего каталога».